# Anne Helm
Anne Helm (Toronto (Ontario), 12 september 1938) is een Canadese actrice.

## Levensloop en carrière
Helm begon haar carrière in televisieseries zoals Rawhide. In 1962 speelde ze de vriendin van Elvis Presley in de film Follow That Dream. Later acteerde ze nog in onder meer Wagon Train, The Big Valley en General Hospital.

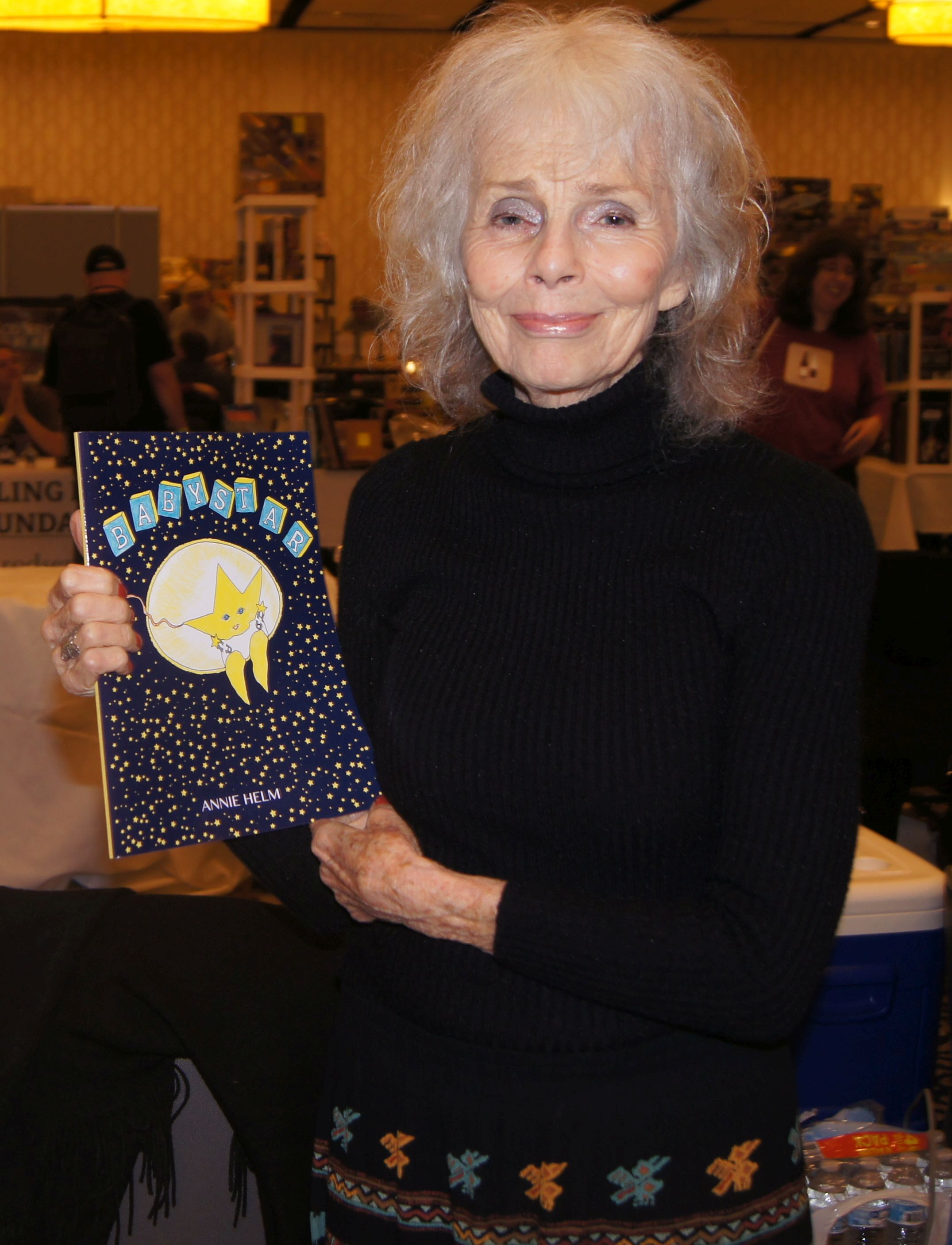
Anne Helm in 2019